# Cheirogaleus medius
Il chirogaleo medio o chirogaleo dalla coda grossa (Cheirogaleus medius E. Geoffroy, 1812) è un lemure di piccola taglia appartenente alla famiglia dei Chirogaleidi.

## Dimensioni e aspetto
Ha all'incirca le dimensioni di un piccolo ratto.
Ha una folta pelliccia, di colore bruno-rossastra o grigiastra sul dorso, bianca sul ventre.
Gli occhi sono grandi e circondati da una striscia di pelo più scuro.

## Biologia e comportamento
È un animale arboricolo, notturno e solitario.
Si nutre di frutta, fiori e occasionalmente di piccoli insetti.
Un recente studio (Dausmann et al, 2004) ha dimostrato che, unico fra i primati tropicali, C. medius va in ibernazione nonostante le temperature invernali dell'areale in cui vive rimangano medio-alte. È probabile che piuttosto che per evitare il freddo, l'animale si iberni per evitare la disidratazione, visto che l'inverno malgascio è spesso accompagnato da periodi di siccità.
Durante l'ibernazione, l'animale non controlla la sua temperatura corporea: si affida perciò al grado d'isolamento in cui si trova il cunicolo od il buco che ha eletto a tana.
Come molti suoi congeneri, è in grado di immagazzinare lipidi nella coda, e di utilizzarli come riserva di energia durante il letargo.

### Riproduzione
L'accoppiamento avviene in novembre. Dopo una gestazione di 61-64 giorni la femmina dà alla luce da 1 a 4 piccoli.

## Distribuzione e habitat
Come tutti i lemuri è endemico del Madagascar. È diffuso nella zona occidentale e meridionale dell'isola.
Il suo habitat naturale è costituito dalla foresta spinosa. È possibile osservarlo all'interno del 
Parco nazionale dell'Isalo.

## Conservazione
La IUCN considera questa specie a basso rischio di estinzione.